# 埃米尔·杜米特雷斯库
埃米尔·西科·杜米特雷斯库（羅馬尼亞語：Emil-Cico Dumitrescu；1935年1月17日—2019年1月17日），是罗马尼亚海军上将。1989年罗马尼亚革命时期，加入到罗马尼亚救国阵线一边。2000年他被任命为总统府国家安全的顾问。